# Sándor Veress
Dans le nom hongrois Veress Sándor, le nom de famille précède le prénom, mais cet article utilise l’ordre habituel en français Sándor Veress, où le prénom précède le nom.
Sándor Veress, né le 1er février 1907 à Kolozsvár en Transylvanie (qui à l'époque faisait partie de la Hongrie) et mort le 4 mars 1992 à Berne en Suisse, est un compositeur d'origine hongroise et naturalisé suisse.

## Biographie
Sándor Veress travailla le piano avec Béla Bartók et la composition avec Zoltán Kodály à l'université de musique Franz-Liszt de Budapest, avant d'y enseigner lui-même la composition de 1943 à 1948. Il fut successivement assistant de László Lajtha au département musical du Musée ethnographique de Budapest, puis assistant de Bartók à l'Académie hongroise des sciences de 1936 à 1940. Il obtint le Prix Kossuth en 1949 et quitta la Hongrie l'année suivante. Il enseigna à l'Université de Berne en 1949 et au conservatoire en 1950, Berne étant devenue sa ville de résidence, puis aux États-Unis dans les années 1960 au conservatoire Peabody, enfin au Goucher College de Baltimore. Il a été notamment le maître de György Ligeti et György Kurtág.

## Œuvre
Liste partielle des principales compositions de Veress :
- Quatuor à cordes no 1 (1931)
- Trois sonatines pour piano (1932-34)
- Sonatine pour violon et piano (1932)
- Sonatine pour violoncelle et piano (1933)
- Quatuor à cordes no 2 (1936-37)
- Concerto pour violon (1937-39)
- Sonate pour violon et piano (1939)
- Symphonie no 1 (1940)
- Lamentation in memoriam Béla Bartók (1945)
- Concerto pour piano, orchestre à cordes et percussion (1950-52)
- Trio à cordes (1952-54)
- Symphonie no 2 (1952-53)
- Symphonie no 3 Sinfonia Minneapolitana (1952-53)
- Concerto pour piano et orchestre (1960-61)
- Passacaglia concertante, pour hautbois et cordes (1961)
- Musica concertante per 12 archi, pour 12 cordes solistes (1966)
- Sonate pour violoncelle seul (1967)

## Inspirations
Sándor Veress inspire le groupe Octurn dans ses "Veress Variations" en 2023.

## Honneurs
- 1949 : Prix Kossuth
- 1976 : Prix de musique du Canton de Berne
- 1985 : Prix hongrois Bartók-Pásztory
- 1986 : Prix de composition de l'Association suisse des musiciens
- 1987 : Prix de musique de la Ville de Berne

## N&R
1. ↑  « Octurn "Veress Variations", by Octurn », sur PEEWEE! (consulté le 10 juin 2024)